# 共价有机框架材料
共价有机框架材料或共价有机骨架材料（英语：Covalent Organic Frameworks，缩写：COFs）是在其延展结构中具有通过强共价键结合的构建单元的二维或三维的有机固体。共价有机框架材料是完全由轻元素（氢、硼、碳、氮和氧）组成的多孔的晶体结构。众所周知，这些轻元素能够形成很强的共价键，成为有用的材料如金刚石、石墨和氮化硼。由分子构建单元制备的共价有机框架材料提供的共价框架，将被用于制造具有多种应用的轻质材料。

## 结构
多孔晶体材料是由次级结构单元（SBU）组成的一个周期性的多孔框架。通过不同的SBU组合，可以形成几乎无限数量的框架，以满足分离、储存和多相催化中对特殊材料性能的不同需求。
多孔晶体材料可以用来描述如沸石、金属有机框架材料（MOFs）和共价有机框架材料（COFs）。沸石是微孔的硅铝酸矿物，常用作商业吸附剂。MOFs材料是一类多孔聚合物材料，由有机桥联配体连接在一起的金属离子组成，是分子配位化学和材料科学交叉领域的一个新发展。
COFs是另一类多孔聚合晶体材料，内部由强共价键结合，通常具有刚性结构、特殊热稳定性（高达600℃的温度）和低密度的理化性质。它们的比表面积超过我们熟知的沸石和硅酸盐，表现出永久的孔隙率。

### 次级结构单元

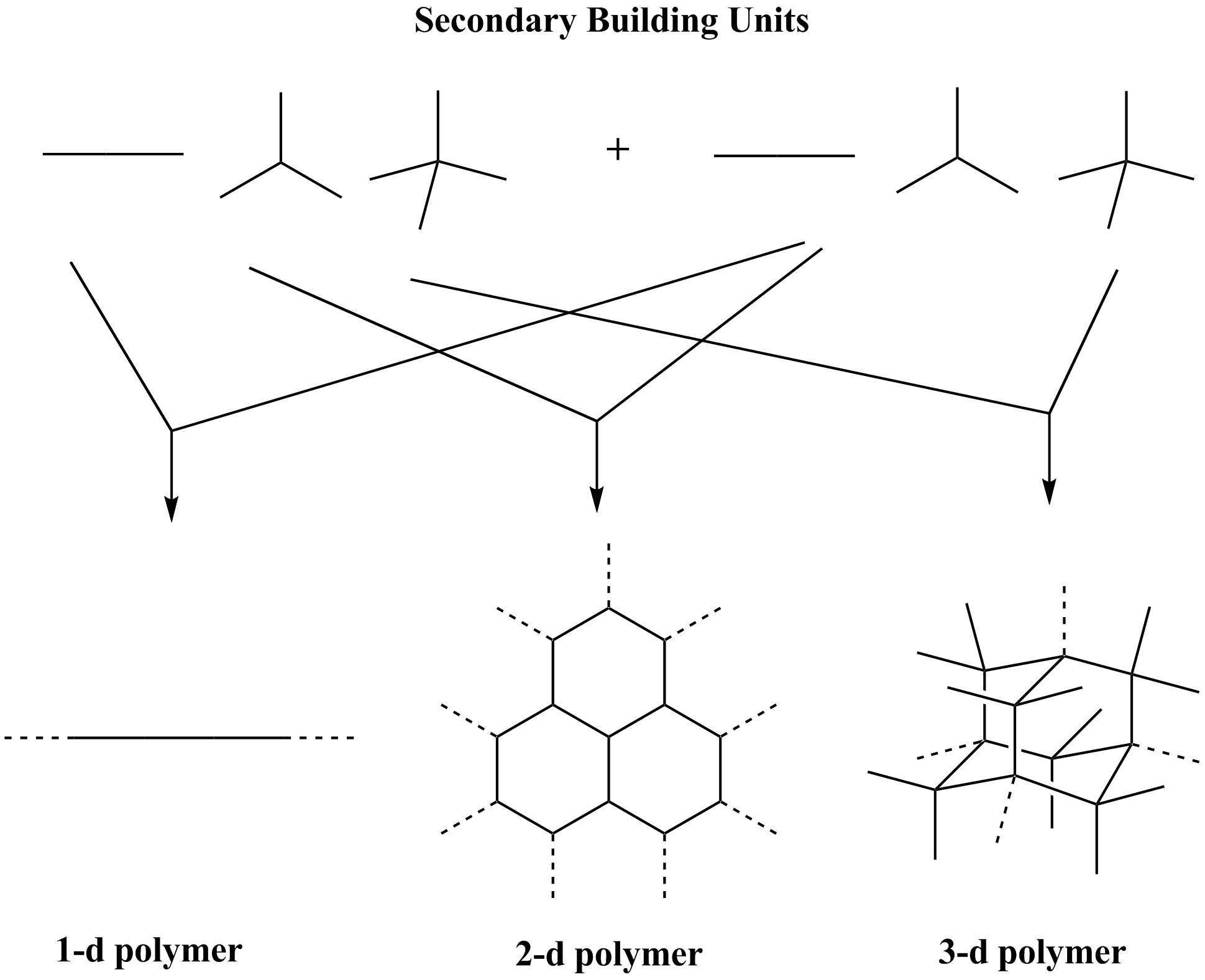
次级结构单元组成不同的框架 示意图

使用“次级结构单元”这个术语已经有一段时间了，它被用来描述概念性的碎片，这些碎片的作用就和那些建造房屋的砖块一样。在本页的上下文中，次级结构单元是指由扩展点所决定的单元的几何形状。最近，在晶体结构数据库中发现了279个新的次级结构单元。

## 历史
在密西根大学，奥马尔·亚基（现为加州大学伯克利分校）和Adrien P Côté发表了第一篇有关共价有机框架材料的论文。他们报道声称通过苯基二硼酸（{\displaystyle {\ce {C6H4[B(OH)2]2}}}）和六羟基三亚苯基苯（{\displaystyle {\ce {C18H6(OH)6}}}）发生缩合反应，设计并成功合成了共价有机框架材料。

## 特征
因为没有固定的晶体结构，COFs通常难以像MOFs那样表征性质。尽管如此，我们还是可以用以下一些方法去表征它。COFs的结构可以由粉末X射线衍射（PXRD）确定，形状则可以通过扫描电子显微镜（SEM）来观察。在一定表面积范围内，我们甚至还能够用N2等温线测量它的孔隙度。